# Blackstone, Massachusetts
Blackstone är kommun (town) i Worcester County i Massachusetts, vid gränsen till Rhode Island. Orten har fått sitt namn efter bosättaren William Blackstone. Vid 2010 års folkräkning hade Blackstone 9 026 invånare.

## Kända personer från Blackstone
- Ambrose Kennedy, politiker